# Anneslia chapadae
Anneslia chapadae là một loài thực vật có hoa trong họ Đậu. Loài này được (S. Moore) Lindm. mô tả khoa học đầu tiên.